# هئوسدن
هئوسدن (به هلندی: Heusden) یک شهرستان در هلند است که در برابانت شمالی واقع شده‌است. هئوسدن ۴ متر بالاتر از سطح دریا واقع شده‌است.

## نگارخانه

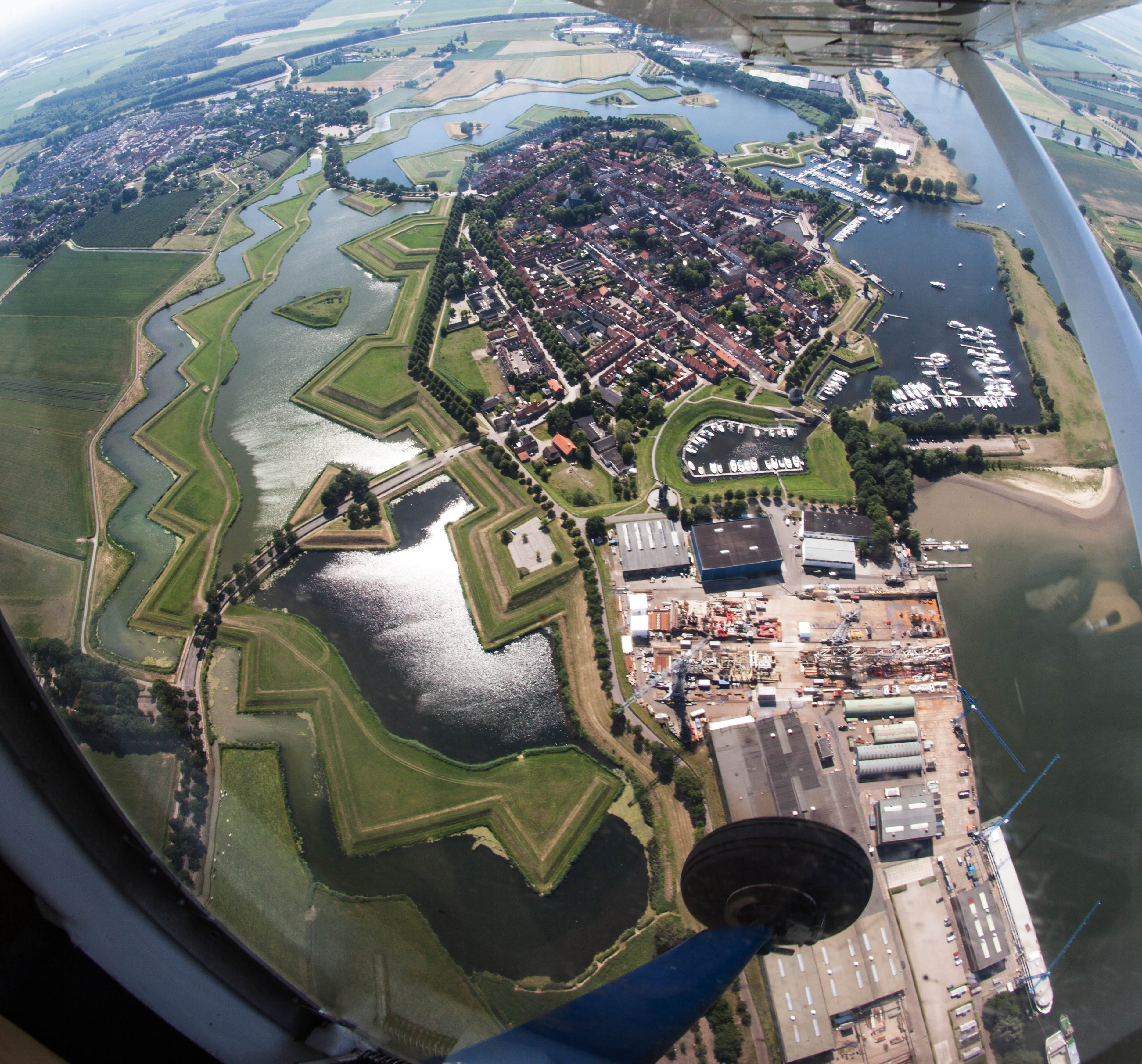
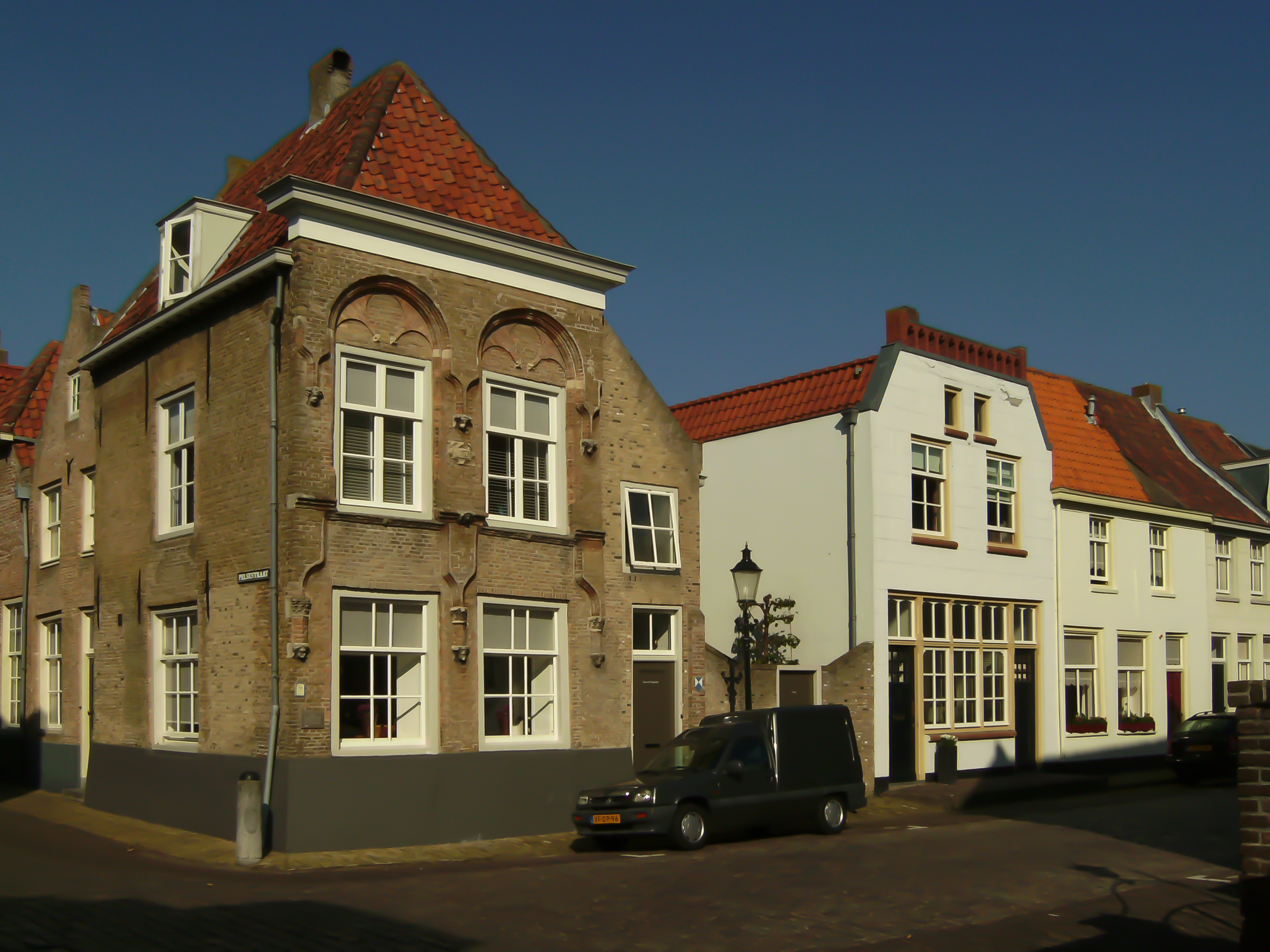
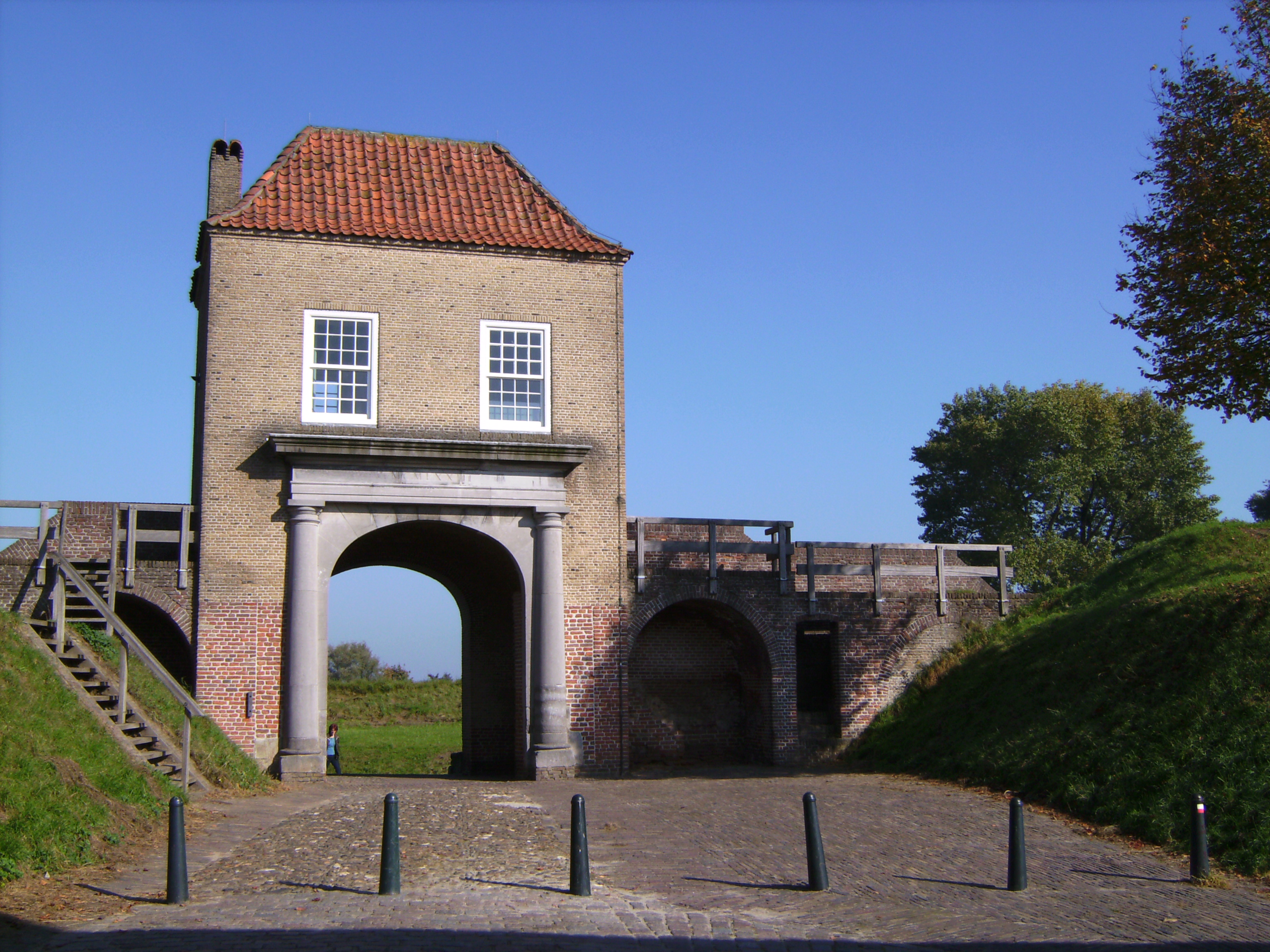
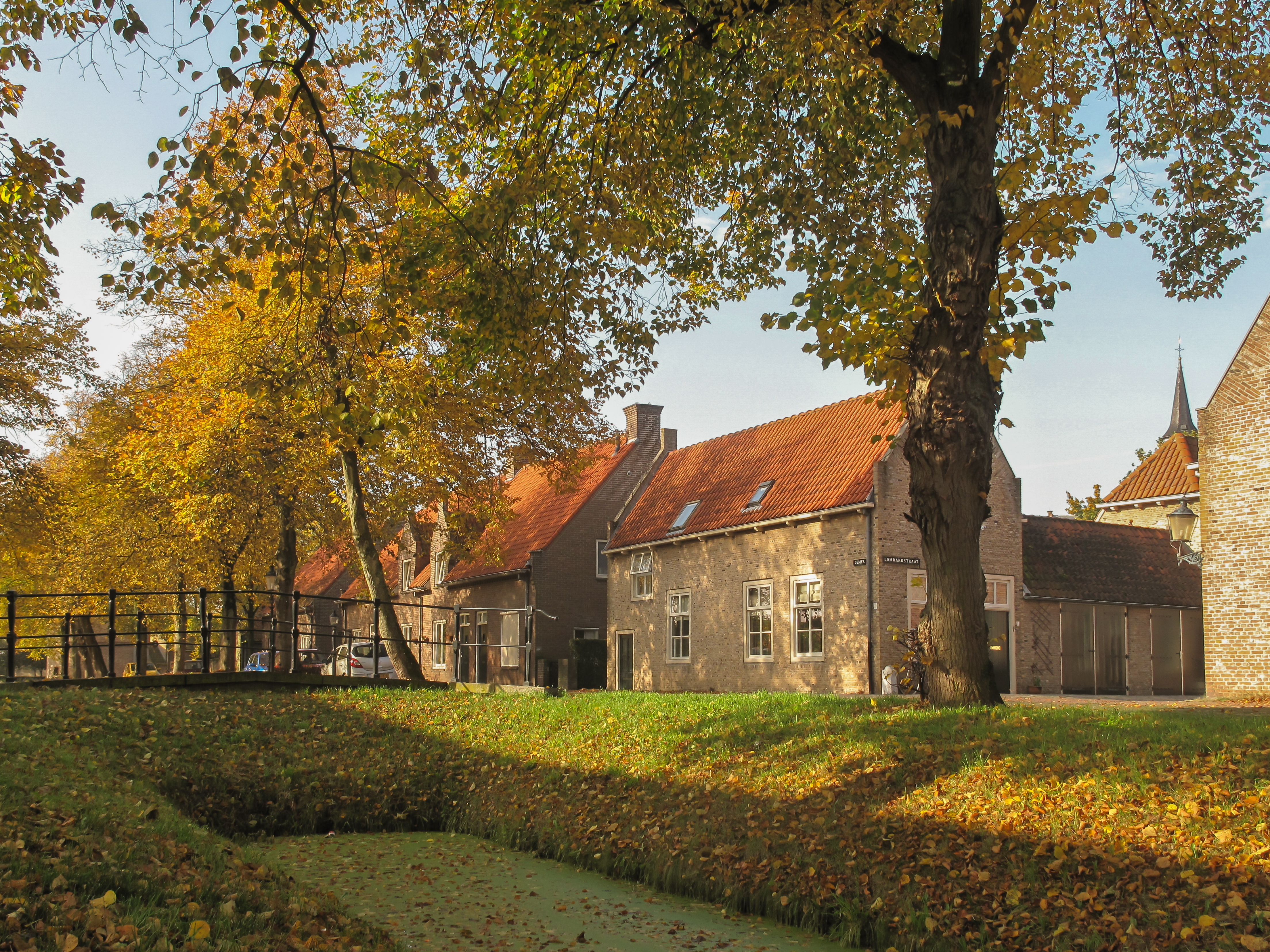
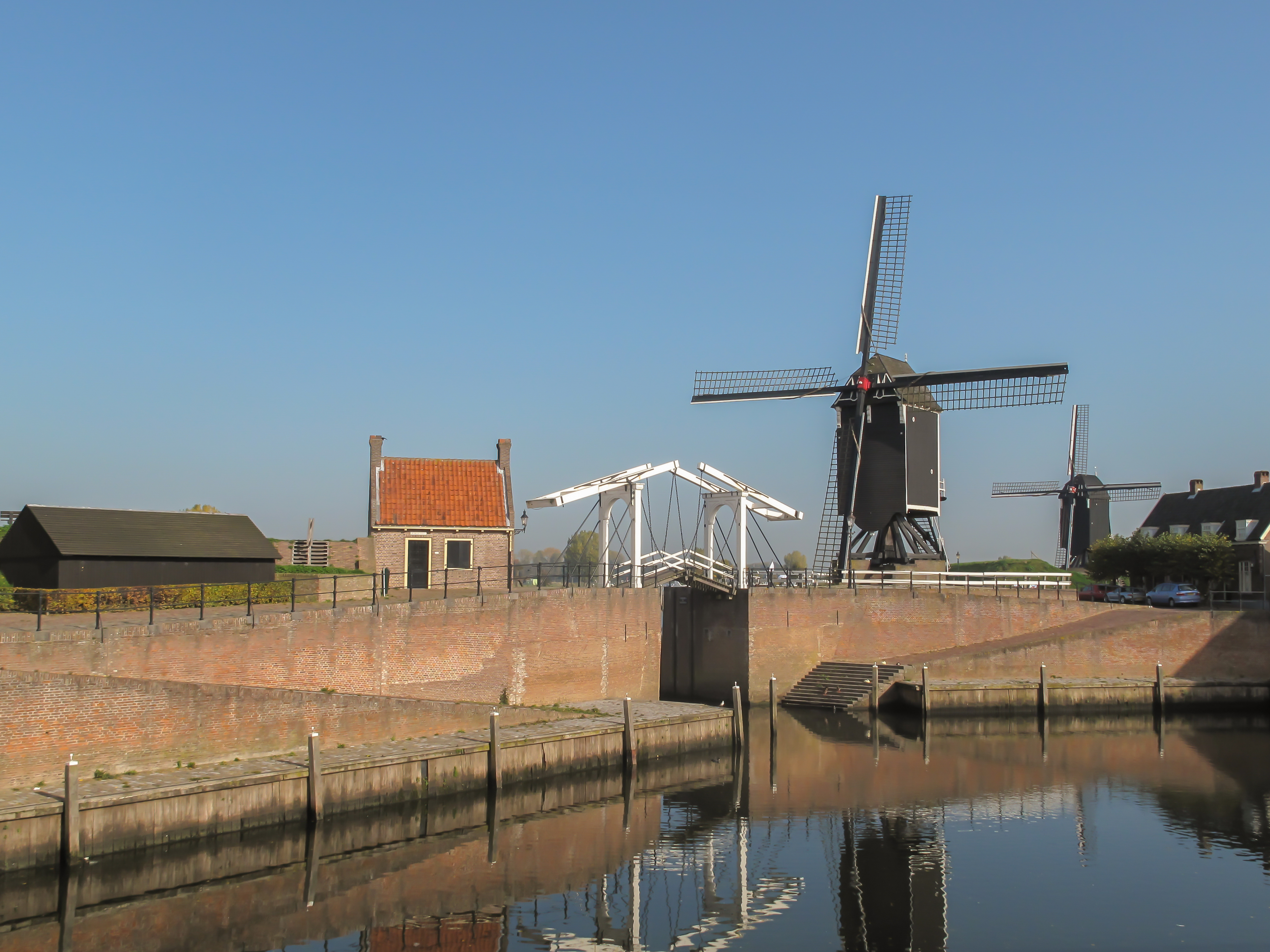